# كريستيان التاسع ملك الدنمارك
كريستيان التاسع (Christian 9.؛ 8 أبريل 1818 - 29 يناير 1906) ملك الدنمارك منذ 15 نوفمبر 1863 إلى 29 يناير 1906، وأيضا بين عامي 1863 حتى 1864 كان دوق شلسفيغ وهولشتاين وكذلك دوق ساكس-لاونبورغ.
نشأ كأمير من أمراء آل شليسفيغ-هولشتاين-سوندربورغ-غلوكسبورغ، وهم فرع أصغر من آل أولدنبورغ الذين حكموا الدنمارك منذ 1448، ولم يكن كريستيان في الأصل في الخط المباشر للخلافة على العرش الدنماركي، بعد وفاة والده المبكرة عام 1831، نشأ كريستيان في الدنمارك وتلقى تعليمه في الأكاديمية العسكرية في كوبنهاغن، وبعد أن طلب يد فيكتوريا ملكة المملكة المتحدة للزواج دون جدوى، تزوج من قريبته لويز أميرة هسن-كاسل في عام 1842.
ومع ذلك في عام 1852 تم اختياره وريثا لنظام الحكم الملكي الدنماركي في ضوء الانقراض المتوقع لكبار أفراد بيت أولدنبورغ الحاكم للبلاد، وعند وفاة الملك فريديريك السابع في عام 1863، اعتلى كريستيان العرش كأول عاهل دنماركي من آل غلوكسبورغ.
تميزت بداية عهده بهزيمة الدنمارك في حرب شلسفيغ الثانية وخسارة لدوقيات شليسفيغ وهولشتاين ولاونبورغ مما جعل الملك لا يحظى بشعبية كبيرة. هيمنت النزاعات السياسية على السنوات التالية من حكمه، إذ لم تصبح الدنمارك ملكية دستورية إلا في عام 1849 وكان ميزان القوى بين السيادة الملك والبرلمان لا يزال محل نزاع، على الرغم من عدم شعبيته في البداية وسنوات عديدة من الصراع السياسي، حيث كان الملك في صراع مع قطاعات كبيرة من السكان، إلا أن شعبيته تعافت في نهاية فترة حكمه، وأصبح رمزًا وطنيًا بسبب طول فترة حكمه والمعايير أخلاقية الشخصية التي كانت تميزه.
بات كريستيان يعرف باسم "حــَـمو أوروبا"، فقد تزوج أبناؤه الستة من عائلات ملكية أوروبية مختلفة، وينحدر معظم ملوك أوروبا الحاليون من نسله، بما في ذلك إليزابيث الثانية ملكة المملكة المتحدة، وألبير الثاني ملك بلجيكا، وهنري دوق لوكسمبورغ الأكبر، وكما أن مارغريت الثانية ملكة الدنمارك، وفيليب دوق إدنبرة، وهارلد الخامس ملك النرويج، وصوفيا ملكة إسبانيا القرينة ومعهم أيضاً شقيقها قسطنطين الثاني (الملك السابق والأخير لليونان)، هم أيضاً من نسل كريستيان التاسع وذلك من ناحية السلالة المباشرة من جهة الآباء.

## النشأة

### ولادته
ولد كريستيان التاسع بين الساعة 10 و11 صباحًا في 8 أبريل 1818 في منزل أجداده لأمه قلعة غوتورب بالقرب من بلدة شلسفيغ في دوقية شليسفيغ، التي كانت في ذلك الوقت إقطاعية تحت تاج الدنمارك، ولد كأمير هولشتاين-سوندربورغ-بيك، فهو الابن الرابع لـ فريدرش فيلهلم دوق شليسفيغ-هولشتاين-سوندربورغ-بيك ولويز كارولين أميرة هسن-كاسل، تم تسميته تيمناً على اسم ابن عم والدته الأمير كريستيان فريديريك الدنماركي أصبح لاحقاً كريستيان الثامن والذي كان أيضًا عرابه، بحيث سافر مع زوجته كارولين أمالي من أوغستينبورغ إلى غوتورب حتى يكون قريب من ابنه بالمعمودية في حفل التعميد الذي أقيم في نهاية شهر مايو في كنيسة قلعة غوتورب.

### أصول العائلية
كان والده آنذاك رئيسًا لأسرة دوقية شلسفيغ-هولشتاين-سوندربورغ-بيك هو فرع صغير من آل أولدنبورغ، بحيث تنحدر العائلة من هانس الأصغر دوق شليسفيغ هولشتاين-سوندربورغ الابن الأصغر للملك كريستيان الثالث، قام حفيده الدوق أوغست فيليب بكسر علاقاته مع الدنمارك وهاجر نحو ألمانيا حيث حصل على قصر بيك الواقعة في ويستفاليا، ولذلك تم تسمية النسب بـ شليسفيغ هولشتاين-سوندربورغ-بيك، ودخل أحفادهم إلى الخدمة العسكرية في بروسيا وبولندا وروسيا، حتى رجوع حفيد حفيده، والد الأمير كريستيان، مرة أخرى إلى الخدمة الدنماركية العسكرية، حيث كان يتمركز في هولشتاين، ومن هُناك التقى بوالدته وتزوجها، كانت ابنة لاندغراف كارل من هسن-كاسل، هو أمير ألماني الأصل، ونشأ في البلاط الدنماركي وتزوج من الأميرة لويز الدنماركية الابنة الصغرى لملك فريديريك الخامس، كان الأمير كارل قد عمل في الدنمارك، بحيث أصبح مشيرًا دنماركيًا وحاكمًا لدوقيتي شليسفيغ وهولشتاين.
من خلال والده كان الأمير كريستيان سليلًا مباشرًا حتى كريستيان الثالث ملك الدنمارك من ناحية الذكور، وسليلًا (وإن كان صغيرًا) من هيلفيج من شاونبورغ (كونتيسة أولدنبورغ)؛ والدة كريستيان الأول ملك الدنمارك باعتبارها من خلال قانون شبه السالي وريثة شقيقها أدولف من شاونبورغ آخر دوق في شليسفيغ وكونت هولشتاين.من أسرة شاونبورغ، على هذا النحو يعتبر الأمير كريستيان مؤهلاً للخلافة في دوقيتي شليسفيغ هولشتاين، ولكن ليس الأول في الصف، ومن خلال والدته كان حفيدًا لـ فريديريك الخامس، وحفيد جورج الثاني ملك بريطانيا العظمى من الجيل الثاني وسليل العديد من الملوك الآخرين، ولكن لم يكن له حق المطالبة المباشرة بأي عرش أوروبي.

### الطفولة
في البداية نشأ الأمير الشاب مع والديه والعديد من الإخوة والأخوات في مقر إقامة أجداده لأمه في قلعة غوتورب المقر المعتاد للحكام الملكيين لدوقيتي شليسفيغ وهولشتاين، ومع ذلك في عام 1824 توفيت دوقة جلوكسبورغ الأرملة، أرملة فريدرش هاينريش فيلهلم آخر دوق من السلالة الأكبر لعائلة شليسفيغ هولشتاين-سوندربورج-جلوكسبورع الذي توفي منذ عام 1779، كانت قلعة غلوكسبورغ التي تقع جنوب مضيق فلنسبورغ بالقرب من مدينة فلنسبورغ، هي فارغة الآن، وفي 6 يونيو 1825 تم تعيين الدوق فريدرش فيلهلم دوقًا لـ غلوكسبورغ من قبل صهره فريديريك السادس ملك الدنمارك، قام الدوق فريدريش فيلهلم بعد ذلك بتغيير لقبه إلى دوق شليسفيغ-هولشتاين-سوندربورغ-غلوكسبورغ، وبالتالي أسس فرع غلوكسبورغ الأصغر، انتقلت العائلة نحو قلعة غلوكسبورغ، حيث نشأ الأمير كريستيان مع إخوته تحت إشراف والدهم.
ومع ذلك توفي الدوق فريدريش فيلهلم بسبب نزلة برد تطورت إلى التهاب رئوي عن عمر يناهز 46 عامًا فقط في 17 فبراير 1831، ووفقًا لتقدير الدوق، توفي الحمى القرمزية، التي أصابت اثنين من أطفاله سابقًا. تركت وفاته الدوقة أرملة ولديها عشرة أطفال ولا مال. كان الأمير كريستيان في الثانية عشرة من عمره عندما توفي والده.

### التعليم
بعد الوفاة المبكرة لوالده أصبح الملك فريديريك السادس بجوار الأمير فيلهلم أمير هسن-فيليبستال-بارتشفيلد وهو صديق مقرب للدوق، أوصياء القانونيين على الأمير كريستيان وإخوته التسعة، ونفس العام أراد الأمير كريستيان أن يلتحق التدريب كضابط بحري، ولكن أثناء زيارة الملك فريديريك السادس إلى غوتورب في عام 1831، بعد وقت قصير من جنازة الدوق فيلهلم، اتفق الملك مع نسيبته على إرسال الأمير كريستيان إلى كوبنهاغن الحصول على تدريب ضابط في الجيش، وبعد ذلك في عام 1832، أي بعد عام من وفاة والده، انتقل الأمير كريستيان البالغ من العمر 14 عامًا إلى كوبنهاغن لتلقي تعليمه في أكاديمية لاند كاديت، حيث أقام في منزل العقيد ليندي رئيس الأكاديمية، تلقى دروسًا خاصة في الأكاديمية ونادراً ما شوهد مع الطلاب الآخرين، ومن ناحية أخرى اعتنى الزوجان الملكيان اللذان ليس لديهم أبناء ذكور بالصبي، حيث كانت الملكة ماري شقيقة والدته وأيضا الملك فريديريك السادس ابن خالها، ومع 1838 تزوج شقيقه الأكبر الدوق كارل من غلوكسبورغ من ابنتهما الصغرى الأميرة فيلهيلمين ماري بحيث كانت مطلقة مؤخراً، مما عزز الروابط بينهما.
في عام 1835، تم تثبيت الأمير كريستيان في كنيسة الحامية بـ كوبنهاغن، في العام التالي، بعد إكمال تعليمه العسكري عُيَّن برتبة السيد في حرس الخيالة الملكية ثم تم إيواؤه في ثكنة حرس خيالة الملكية الواقعة وسط كوبنهاغن. عاش هناك في ظروف بسيطة حتى منحه الملك فريديريك السادس في عام 1839 جناحاً في القصر الأصفر، وهو منزل بلدي من القرن الثامن عشر في 18 أماليجاد، بجوار مجمع قصر أمالينبورغ مباشرة المقر الرئيسي للعائلة المالكة الدنماركية في المنطقة.
منذ عام 1839 إلى عام 1841 درس الأمير كريستيان القانون الدستوري والتاريخ مع قريبه فريدرش فيلهلم أمير هسن-كاسل في جامعة بون بـ ألمانيا، ومن هناك تلقى في ديسمبر 1839 نبأ وفاة الملك الراعي له فريديريك السادس واعتلاء عرابه الملك كريستيان الثامن العرش، خلال العطلات انتقل في رحلات مختلفة بألمانيا وسافر أيضًا إلى البندقية، وفي عام 1841 عاد إلى كوبنهاغن، خلال طريق عودته إلى بلاده، قام بزيارة إلى البلاط البروسي في برلين، حيث رفض عرضًا مغريًا من الملك فريدرش فيلهلم الرابع ملك بروسيا للانضمام إلى الجيش البروسي كعادة أسلافه.

## الوريث

### الزواج
في عام 1838 عندما كان شابًا حضر الأمير كريستيان الذي كان يمثل الملك فريديريك السادس حفل تتويج الملكة فيكتوريا في كنيسة وستمنستر، أوثناء إقامته في لندن طلب يد الملكة البريطانية الشابة للزواج ولكن دون جدوى على الرغم من أنها اختارت اتباع رغبات عائلتها وفضلت الزواج من ابن خالها الأمير ألبرت من ساكس-كوبورغ وغوتا، إلا أن الملكة الشابة كان لديها انطباع جيد عن ابن قريبها الأمير كريستيان الذي أصبح بعد 25 عامًا حمو ابنها الأكبر أمير ويلز.
وبدلاً من ذلك بحث الأمير كريستيان عن زواج كان له أهمية كبيرة بالنسبة لمستقبله، في عام 1841 أصبح مخطوبة لقريبته الأميرة لويز من هسن-كاسل ابنة الثانية لأمير فيلهلم من هسن-كاسل الذي كان جنرالًا دنماركيًا وحاكم كوبنهاغن، يعتبر الأمير فيلهلم ابن عم والدته الأميرة لويز كارولين، وأيضا كان متزوجًا الأميرة شارلوت من شقيقة الملك كريستيان الثامن، وبالتالي كانت لويز ابنة شقيقة الملك وكانت مرتبطة ارتباطًا وثيقًا بالعائلة المالكة، مثلها ومثل الأمير كريستيان نفسه، كانت حفيدة كل من فريديريك الخامس ملك الدنمارك ولاندغراف فريدرش الثاني من هسن-كاسل، وبالتالي يعتبر ابن عمتها من الدرجة الثانية، تم الاحتفال بزواجهما في 26 مايو 1842 في منزل والديها بـ قصر فريديريك الثامن الواقعة في مجمع أمالينبورغ، أقام العروسان بجولة زفافهما إلى كييل في دوقية هولشتاين، حيث قاموا بزيارة شقيقه الأكبر الدوق كارل وزوجته ابنة فريديريك السادس الدوقة فيلهلمين، التي لم تتمكن من حضور حفل القِرَان.
كانت لويز امرأة حكيمة ونشطة وكان لها تأثير قوي على زوجها، بعد الزفاف انتقل الزوجان إلى القصر الأصفر، حيث ولد أطفالهما الخمسة الأوائل بين عامي 1843 و1853: الأمير فريديريك عام 1843، والأميرة ألكسندرا عام 1844، والأمير فيلهلم عام 1845، والأميرة داغمار عام 1847 والأميرة ثيرا عام 1853، كانت العائلة لا تزال غير معروفة تمامًا وعاشت حياة متواضعة نسبيًا وفقًا للمعايير الملكية.

### أزمة الخلافة الدنماركية
خلال عقد الأربعينيات القرن التاسع عشر، أصبح من الواضح بشكل متزايد أن النظام الملكي الدنماركي أنه يواجه أزمة خلافة، عندما خلف الملك كريستيان الثامن ابن عمه الملك فريديريك السادس في عام 1839، كان من الواضح أن خط الذكور الأكبر من سلالة أولدنبورغ كان على وشك الانقراض، حيث بدا أن الابن الوحيد للملك وولي العهد الأمير فريديريك غير قادر على إنجاب الأطفال، وكان زواج شقيق الملك الوحيد الأمير فرديناند من ابنة الملك فريديريك السادس بدون أطفال أيضا، شكل عدم إنجاب الملك فريديريك السابع معضلة شائكة وثبت أن مسألة خلافة العرش الدنماركي أصبحت معقدة، حيثما اتحدت قواعد الخلافة في الأجزاء المختلفة مع النظام الملكي الدنماركي تحت سلطة الملك واحد، وبالإضافة إلى الثلاثة دوقيات نظرًا لأن دوقات شليسفيغ وهولشتاين وساكس-لاونبورغ لها قوعد الخلافة مختلفة وليست نفسها، فقد أصبح احتمال فصل تاج الدنمارك عن دوقياتها أمرًا محتملاً.
تم تنظيم الخلافة في مملكة الدنمارك من خلال ليكس ريجيا (بالدنماركية: Kongeloven؛ النقحرة: قانون الملك)؛ وهو الدستور المطلق للدنمارك والنرويج الذي أصدره الملك فريديريك الثالث في عام 1665، بجوار ليكس ريجيا، اعتمدت الدنمارك على القانون السالي، ولكنها اقتصر الخلافة على أحفاد فريديريك الثالث، الذي كان أول ملك وراثي للدنمارك (قبله، كانت مملكة انتخابية رسميًا)؛ سينتهي شجرة الملك فريديريك الثالث بوفاة الملك فريديريك السابع وعمه الأمير فرديناند اللذان لم ينجبا أبناء، ومع هذه المعضلة أقر ليكس ريجيا بقانون شبه السالي، والتي نصت على أنه بعد انقراض السلالة الذكورية بالكامل، بما في ذلك جميع فروع الذكور الصغيرة، تكون أنثى الكبرى (مثل الابنة) لآخر ملك ذكر ترث الممتلكات ومن بعدها ورثتها الذكور حسب ترتيب السالي، ومع ذلك كانت هناك عدة طرق لتفسير من يمكن أن ينتقل إليه التاج، نظرًا لأن البند لم يكن واضحًا تمامًا بشأن ما إذا كان المدعي بالعرش يمكن أن يكون أقرب قريب أنثى أم لا، ففي دوقية هولشتاين، حيث حكم الملك كدوق، اتبعت قواعد الخلافة أيضًا قانون السالي، ولكنها لم تقتصر الخلافة على أحفاد فريديريك الثالث فقط، نظرًا لوجود العديد من السلالات الذكورية الصغيرة في آل أولدنبورغ، والذين لم يكونوا من نسل فريديريك الثالث، فقد كان هناك العديد من المتحدرين لهم حقوق الخلافة في دوقية هولشتاين، والذين لم يكونوا مؤهلين لتولي العرش الدنماركي، وبالإضافة إلى ذلك تم ضم دوقيتي شليسفيغ وهولشتاين بشكل دائم إلى بعضهما البعض بموجب معاهدة ريبي لعام 1460، والتي أعلنت أن الدوقيتين يجب أن تكونا "غير مقسمتين إلى الأبد".
أصبحت مسألة الخلافة المعقدة أكثر تعقيدًا لأنها حدثت مع خلفية قضايا سياسية بنفس القدر من التعقيد، مع موجهة الحركات القومية والليبرالية التي أصبحت تتبلور في أوروبا منذ الحقبة النابليونية، في حين أن مفاهيم الأمة والوطن حلت بشكل متزايد محل قضايا الأسر الحاكمة بالنسبة للقوميين، فإن الامتيازات الأرستقراطية ومفهوم الحاكم المطلق للحق الإلهي لم يحظوا بقبول جيد من قبل الليبراليين، ولم تكن الدنمارك والدوقيات استثناءً، وكانت الحركة السياسية لليبرالية الوطنية في صعود منذ الثلاثينيات القرن التاسع عشر، في حين كان الليبراليون الوطنيون الدنماركيون والألمان متحدين في تطلعاتهم السياسية الليبرالية وفي معارضتهم للحكم المطلق لسلالة أولدنبورغ، وكانت الحركتان السياسيتان متعارضتين بشدة في المسألة الوطنية، يتعلق الأمر بشكل أساسي بمسألة الانتماء إلى دوقية شليسفيغ، دستوريًا كانت دوقية شليسفيغ إقطاعية دنماركية، والتي أصبحت مستقلة بشكل متزايد عن الدنمارك خلال العصور الوسطى المتأخرة، ولغويًا كانت الدانمركية والألمانية والفريزية الشمالية موجودة كلغة عامية في أجزاء مختلفة من الدوقية، وكانت الألمانية بمثابة لغة القانون والطبقة الحاكمة.
أصر الليبراليون الوطنيون الدنماركيون على اعتبار شليسفيغ إقطاعية كانت تابعة للدنمارك لعدة قرون، وكانوا يهدفون إلى استعادة الحدود الجنوبية للدنمارك على نهر إيدر، الحدود التاريخية بين شليسفيغ وهولشتاين، وبهكذا كان القوميون الدنماركيون يطمحون إلى دمج دوقية شليسفيغ في المملكة الدنماركية، في عملية فصلها عن دوقية هولشتاين، التي ينبغي السماح لها بمتابعة مصيرها كعضو في الاتحاد الألماني أو ربما ألمانيا الموحدة الجديدة، ومع المطالبة بالاندماج الكامل لشليسفيغ في المملكة الدنماركية، عارض الليبراليون الوطنيون الدنماركيون الليبراليين الوطنيين الألمان الذين كان هدفهم توحيد دوقيتي شليسفيغ وهولشتاين واستقلالهما المشترك عن الدنمارك وعضويتهما في الاتحاد الألماني كدولتين. دولة ألمانية تتمتع بالحكم الذاتي، وبهكذا سعى القوميون الألمان إلى تأكيد ارتباط شليسفيغ بهولشتاين، في عملية فصل شليسفيغ عن الدنمارك وضمها إلى الاتحاد الألماني.
كانت القومية مزدهرة داخل كل من الدنمارك والأجزاء الناطقة بالألمانية من شليسفيغ هولشتاين، وهذا يعني أن قرار إبقاء الدوقيتين معًا كجزء من المملكة الدنماركية لا يمكن أن يرضي المصالح المتضاربة لكل من القوميين الدنماركيين والألمان، ويعوق كل الآمال في التوصل إلى حل سلمي.
وبينما كانت دول أوروبا تراقب الوضع، بدأ أحفاد هلفيغ من شاونبورغ العديدون في التنافس على العرش الدنماركي، ينتمي الملك فريديريك السابع إلى الفرع الأكبر من أحفاد هيلفيغ، ومع انقراض الفرع الأكبر، سيصبح أسرة شليسفيغ-هولشتاين-سوندربورغ-أوغستنبورغ الفرع الرئيسي من سلالة أولدنبورغ، ولكنه لا ينحدر من الملك فريديريك الثالث، ومع ذلك في الدوقيات ادعى كريستيان أوغست الثاني دوق شليسفيغ-هولشتاين-سوندربورغ-أوغوستنبورغ، منصب وريث عرش دوقيتي شليسفيغ وهولشتاين، بكونه رئيسًا لأسرة أوغستنبورغ، وبالتالي أصبح رمزًا لدوقية شليسفيغ وهولشتاين، وقاد حركة الاستقلال القومية الألمانية في شليسفيغ هولشتاين.
في حين كانت أقرب الأقارب الإناث لفريديريك السابع هي عمته الأميرة لويز شارلوت التي كانت متزوجة من الأمير فيلهلم وهو سليل فرع صغير من آل هسن، وبذلك أطفالها لم يكونوا من نسل العائلة المالكة المباشر، لذلك لم يكونوا مؤهلين للخلافة في شليسفيغ هولشتاين، على عكس الدنمارك.
كانت الأميرة كارولين ابنة الكبرى للملك الراحل فريديريك السادس، هي الوريثة الأكثر أهليةً وفقًا لقانون البكورة الأصلي لفريديريك الثالث، بجوار شقيقتها التي ليس لديها أبناء أيضا فيلهلمين ماري دوقة غلوكسبورغ؛ الوريثة التالية كانت لويز شقيقة فريديريك السادس والتي كانت متزوجة من دوق أوغستنبورغ، كان الوريث الرئيسي لهذا الفرع هو نفسه فريديريك أمير أوغستنبورغ، ولكن دوره لم يأت إلا بعد وفاة أميرتين اللتان ليس لديهن أبناء، وكانتا على قيد الحياة في عام 1863.
كان لدى أسرة غلوكسبورغ أيضًا اهتمام كبير بخلافة العرش.، باعتباره فرع الأصغر من العائلة المالكة، وكانوا أيضًا من نسل فريديريك الثالث من خلال ابنة فريديريك الخامس ملك الدنمارك، وأخيرًا اعتبر فرع الأصغر من العصبة مؤهلاً في شليسفيغ هولشتاين، بجوار كريستيان نفسه كان هناك إخوته الثلاثة الأكبر سنًا كارل الذي لم يكن لديه أطفال، ولكن الآخرين أنجبوا أطفالًا، ولديهم أطفالًا ذكورًا في ذلك الوقت.
اعتبار الأمير كريستيان "حفيدًا" للزوجين الملكيين فريديريك السادس وقرينته الملكة ماري، على دراية بالبلاط الملكي وتقاليد الملوك الجدد، وتربى في جناحهم الخاص، كان الأمير كريستيان هو ابن شقيقة الملكة ماري، لقد نشأ كدنماركي، وعاش في الأراضي الناطقة بالدنماركية التابعة للسلالة الملكية ولم يصبح قوميًا ألمانيًا، مما جعله مرشحًا جيدًا نسبيًا من وجهة النظر الدنماركية، وبصفته سليلًا صغيرًا كان مؤهلاً لوراثة شليسفيغ هولشتاين أيضا، ولكنه لم يكن الأول في الصف، وبصفته سليلًا لفريديريك الثالث كان مؤهلاً للخلافة في الدنمارك، على الرغم من أنه لم يكن الأول في الترتيب أيضًا.

### اعتباره وريث مفترض
في عام 1851 أوصى الإمبراطور الروسي على الأمير كريستيان بالتقدم في خلافة الدنمارك، ومع عام 1852، تم حل المسألة الشائكة المتعلقة بخلافة الدنمارك بموجب بروتوكول لندن المؤرخ في 8 مايو 1852 ، والذي وقعته المملكة المتحدة وفرنسا وروسيا وبروسيا والنمسا، وصدقت عليه الدنمارك والسويد، تم اختيار كريستيان ليكون الوريث المفترض للعرش بعد قريبه فريديريك السابع، وبالتالي سيصبح ملكًا بعد انقراض السلالة الأكبر على العرش الدنماركي، وكان مبرر هذا الاختيار هو زواجه من لويز أميرة هسن-كاسل، والتي كانت ابنة أقرب قريبات فريديريك السابع مرتبطة ارتباطًا وثيقًا بالعائلة المالكة، تخلت والدة لويز وشقيقها وأختها الكبرى أيضًا عن حقوقهم لصالح لويز وزوجها، أصبحت زوجة الأمير كريستيان بعد ذلك أقرب وريثة لفريديريك السابع.
تم تنفيذ القرار بموجب قانون الخلافة الدنماركي الصادر في 31 يوليو 1853 - وبشكل أكثر دقة، المرسوم الملكي الذي حدد خلافة التاج للأمير كريستيان غلوكسبورغ والذي عُيَّن في المرتبة الثانية على سلم الخلافة العرش الدنماركي بعد قريبه الملك فريديريك السابع، وبناء على ذلك مُنح الأمير كريستيان وعائلته لقب أمير وأميرة الدنمارك وأسلوب السمو .
باعتباره الثاني في الترتيب، استمر الأمير كريستيان في العيش بالقصر الأصفر مع عائلته، ومع ذلك ونتيجة لوضعهم الجديد، مُنحت العائلة أيضًا الحق في استخدام قصر بيرنستورف شمال كوبنهاغن كمقر الصيفي، أصبح هذا المكان هو السكن المفضل لأميرة لويز، وكثيرًا ما كانت العائلة تقيم هناك، وفي برنستورف أيضًا ولد ابنهما الأخير الأمير فالديمار عام 1858، خلال معمودية الأمير فالديمار، مُنح لأمير كريستيان وعائلته لقب صاحب السمو الملكي، وعلى الرغم من تحسن اقتصادهم، إلا أن الوضع المالي للأسرة لا يزال مضض نسبياً.
ومع ذلك فإن تعيين الأمير كريستيان خليفةً للعرش لم يلق حماسًا تامًا، كانت علاقته بالملك باردة، ويرجع ذلك جزئيًا إلى أن الملك فريديريك السابع لم يكن يحب الأمير العسكري الصريح، وكان يفضل رؤية الابن البكر الأمير الشاب فريديريك يحل محله، ويرجع ذلك جزئيًا إلى أن الأمير كريستيان والأميرة لويز أظهروا علانية استنكارهم لزوجة للملك الثالثة الممثلة لويز راسموسن، والتي حصلت على لقب كونتيسة دانر، ومن الناحية السياسية لم يكن لأمير كريستيان أيضًا تأثير كبير خلال هذه الفترة، كان هذا جزئيًا بسبب عدم الثقة في الكونتيسة دانر، ويرجع ذلك إلى النزعة المحافظة لدى كريستيان، مما أكسبه عدم الثقة في الحزب الليبرالي الوطني القوي، لم يحصل حتى 1856 على مقعد في مجلس الدولة.
أصبح عام 1863 حافلاً بالأحداث المهمة لأمير كريستيان وعائلته، ففي 10 مارس تزوجت ابنته الكبرى الأميرة ألكسندرا من أمير ويلز (الملك المستقبلي إدوارد السابع ملك المملكة المتحدة)؛ وفي 20 مارس تم انتخاب ابنه الثاني الأمير فيلهلم ملكًا على اليونانيين واعتلى العرش اليوناني متخذًا اسم الملك جورجيوس الأول، وفي يونيو 1863 أصبح الأمير كريستيان نفسه  الوريث المفترض بعد وفاة المسن الأمير فرديناند قبل أن يصبح الملك كريستيان التاسع في 15 نوفمبر من ذلك العام.

## الخلافة وحرب شلسفيغ الثانية
بعد وفاة فريديريك السابع في 15 نوفمبر عام 1863، اعتلى كريستيان العرش تحت اسم كريستيان التاسع. وسرعان ما وقعت الدنمارك في أزمة كبيرة بسبب الأوضاع في دوقية شلسفيغ وهولشتاين، وهما مقاطعتان في جنوب الدنمارك. في نوفمبر عام 1863، ادّعى فريديريك من أوغستينبرج ملكيته للمقاطعتين خلفًا للملك فريديريك السابع. وتحت تلك الضغوطات، وقَّع الملك كريستيان على دستور نوفمبر، وهو المعاهدة التي بموجبها أصبحت شلسفيغ جزءًا من الدنمارك. وقد أسفر هذا عن نشوب حرب شلسفيغ الثانية بين الدنمارك والتحالف البروسي/النمساوي عام 1864. وقد انتهى مؤتمر لندن للسلام لعام 1864 دون التوصل إلى أي نتيجة؛ إذ كانت نتيجة الحرب غير مواتية للدانمارك وبالتالي أدَّت إلى ضمّ دوقية شلسفيغ إلى بروسيا عام 1865. إلى جانب ضمّ مقاطعة هولشتاين إلى النمسا عام 1865، ثم إلى بروسيا في عام 1866، بعد فترة من الصراعات بين النمسا وبروسيا.
بعد هذه الهزيمة، حاول كريستيان التاسع الاتصال مع بروسيا عن طريق الحكومة الدنماركية وعرض انضمام الدنمارك بالكامل إلى الاتحاد الألماني في حال تمكَّنت الدنمارك من الحفاظ على مقاطعتي شلسفيغ وهولشتاين. ولكن رُفِض هذا الاقتراح من قِبَل أوتو فون بسمارك (رئيس وزراء مملكة بروسيا)، الذي أعرب عن قلقه في أن يظل الصراع العرقي في شلسفيغ بين الدنماركيين والألمان بلا حل آنذاك. ولم يُعلن عن مفاوضات كريستيان التاسع إلا بعد نشرها في كتاب «دوميداج ألس» عام 2010 الذي نشره توم بوك سوينتيس بعد أن مُنِح حق الوصول إلى المحفوظات الملكية عن طريق الملكة مارغريت الثانية.

## فترة الحكم
ألقت هزيمة عام 1864 بظلالها على حكم كريستيان التاسع لسنوات عديدة إذ ادَّعى - وربما دون أي سبب واضح – بأن موقفه من القضية الدنماركية تعوزه الحماسة. ولقد تفاقم مستوى عدم شعبيته بسبب سعيه دون جدوى إلى منع انتشار الديمقراطية في جميع أنحاء الدنمارك من خلال دعم رئيس الوزراء الاستبدادي من الحزب المحافظ جايكوب استروب، الذي كان يصفه العديد من الناس خلال فترة 1875-94 على أنه شبه دكتاتوري. بيد أنه وقَّع معاهدة عام 1874 التي سمحت لأيسلندا، التي كانت آنذاك ملكًا للدانمارك، بالحصول على دستورها المستقل، ولو أنه سيكون خاضعًا للحكم الدنماركي في كافة الأحوال. في عام 1901، طلب على مضض من يوهان هنريك ديونتزر تشكيل حكومة جديدة، الأمر الذي انتهى بتشكيل ما يُعرف بمجلس وزراء ديونتزر. تألَّف مجلس الوزراء من أعضاء من الحزب الليبرالي الدنماركي، وعُدَّت هذه الحكومة الأولى من نوعها التي لم تسمح بانضمام أعضاء من الحزب المحافظ، على الرغم من أن المحافظين لم يكن لهم أغلبية المقاعد في البرلمان الدنماركي. وعُدَّ ذلك بدايةً للنظام البرلماني الدنماركي، ومن الواضح أنه اكتسب سمعة طيبة على مدى السنوات الأخيرة.
ثم حدث إصلاح آخر في عام 1866، عندما تم تعديل الدستور الدنماركي إذ أصبح لدى مجلس الشيوخ في الدنمارك سلطة أكبر تفوق تلك التي يتمتَّع بها المجلس الأدنى. بالإضافة إلى اتخاذ الضمان الاجتماعي بضع خطوات إلى الأمام أثناء فترة حكم الملك كريستيان التاسع. وفي عام 1891، أدخلت معاشات الشيخوخة إلى رواتب العمال، وبدأ العمل باستحقاقات البطالة والأسرة عام 1892.

## وفاته
توفيت الملكة لويزا في 29 سبتمبر عام 1898 في قصر بيرنستورف بالقرب من كوبنهاغن. توفي كريستيان التاسع عن عمر يناهز 87 عامًا، في 29 يناير عام 1906 في قصر أمالينبورغ في كوبنهاغن بعد حكم دام 42 عام و75 يوم. بعد أن استلقى في مبنى الولاية في مصلى قصر كريستيانسبورغ، ودُفِن بجانب الملكة لويزا في مصلى القصر في كاتدرائية روسكيلد، وهو موقع الدفن التقليدي للملوك الدنماركيين منذ القرن الخامس عشر.
بعد وفاة الملك كريستيان التاسع، اعتلى فريديريك العرش باسم الملك فريديريك الثامن.